# Нова демократска странка (Канада)
Нова демократска странка (енгл. New Democratic Party; фр. Nouveau Parti démocratique) је политичка странка социјалдемократске оријентације у Канади. Странка учествује у Прогресивној алијанси, глобалној мрежи социјалдемократских и прогресивних странака.
Тренутни лидер странке је Џагмит Синг.